# Аполлон Бельведерський
Аполло́н Бельведе́рський (італ. Apollo del Belvedere) — відома мармурова статуя, що знаходиться в Бельведері, одному з будинків Ватиканського музею.
Вона була знайдена в руїнах вілли Нерона в Антії (сучасне Анціо) близько 1500 р. Монторсолі, учень Мікеланджело, відновив кисті рук, але зробив це невірно: в правій руці Аполлон повинен був тримати лавровий вінок, в його лівій руці був лук, на що вказує сагайдак за спиною Аполлона. Ці атрибути в руках божества означали, що Аполлон карає грішників і очищає тих, хто кається.
Оригінал статуї створений, можливо, Леохаром, грецьким скульптором IV ст. до н. е. Римська копія за стилем близька копії статуї Ганімеда того ж Леохара. Відомо, що статуя Аполлона роботи Леохара стояла в Афінах перед храмом Аполлона Патрооса.
Вважається, що ватиканська статуя не надто добре відтворює оригінал, надто елегантна і суха. В Базелі зберігається римська копія голови Аполлона, очевидно, більш близька до оригіналу.

## Галерея

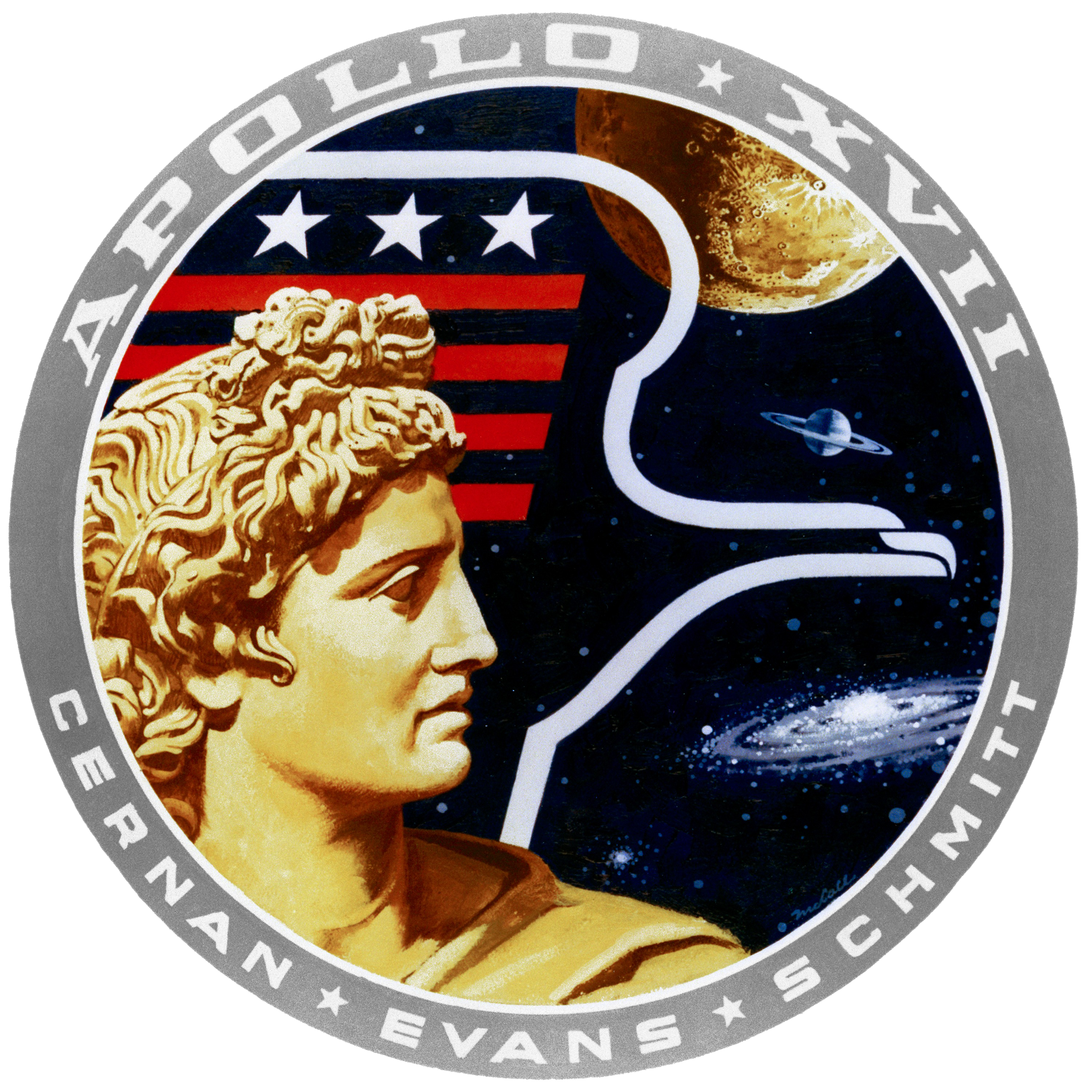
Зображення стало частиною логотипу програми Аполон по висадці на місяць
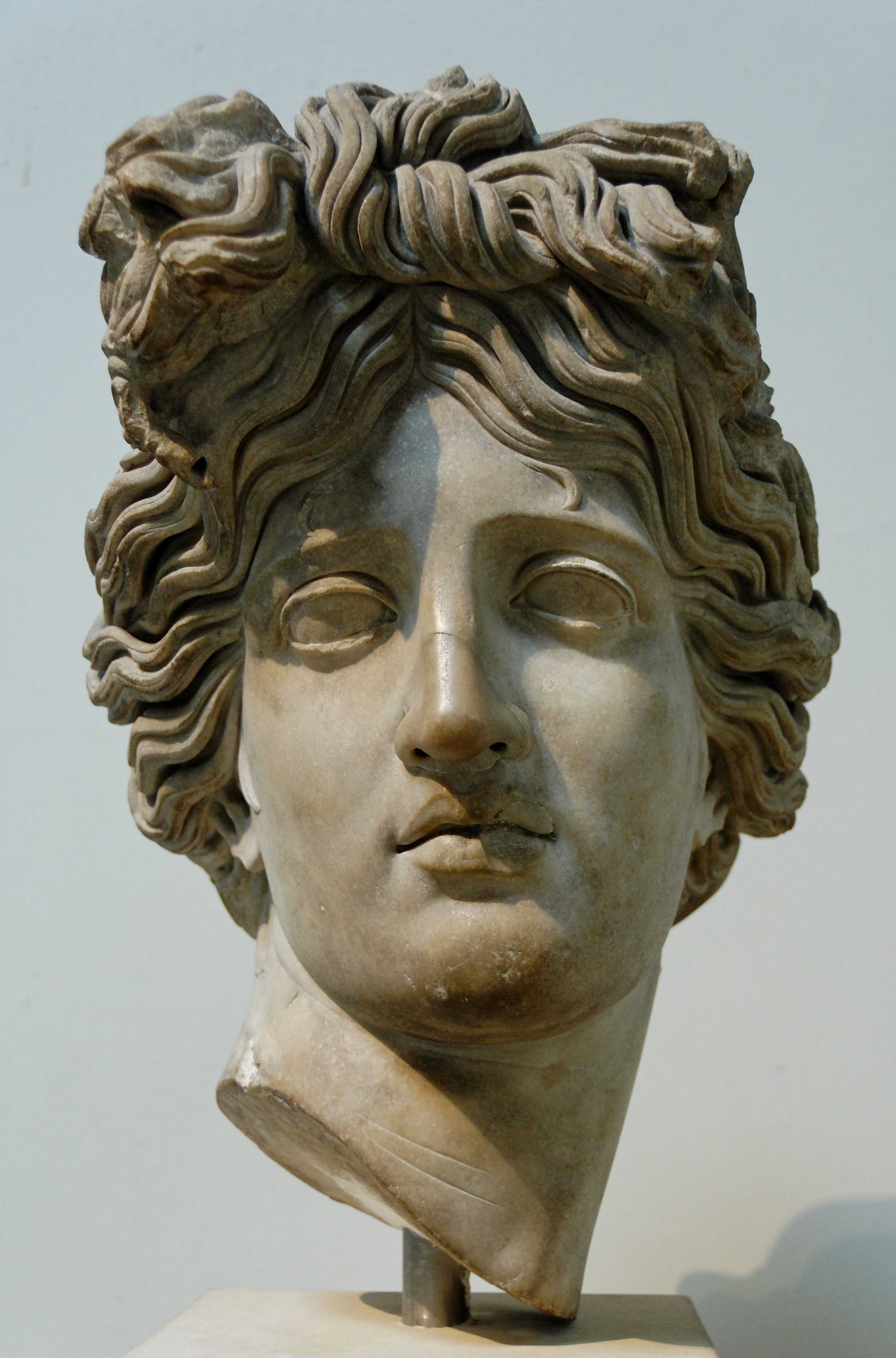
Копія голови Аполлона, Базель, Швейцарія
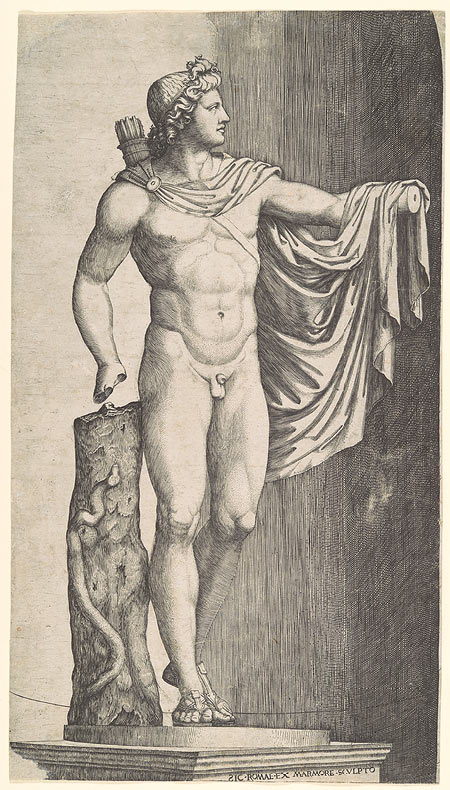
Гравюра, 1530-1534, Музей мистецтва Метрополітен, США
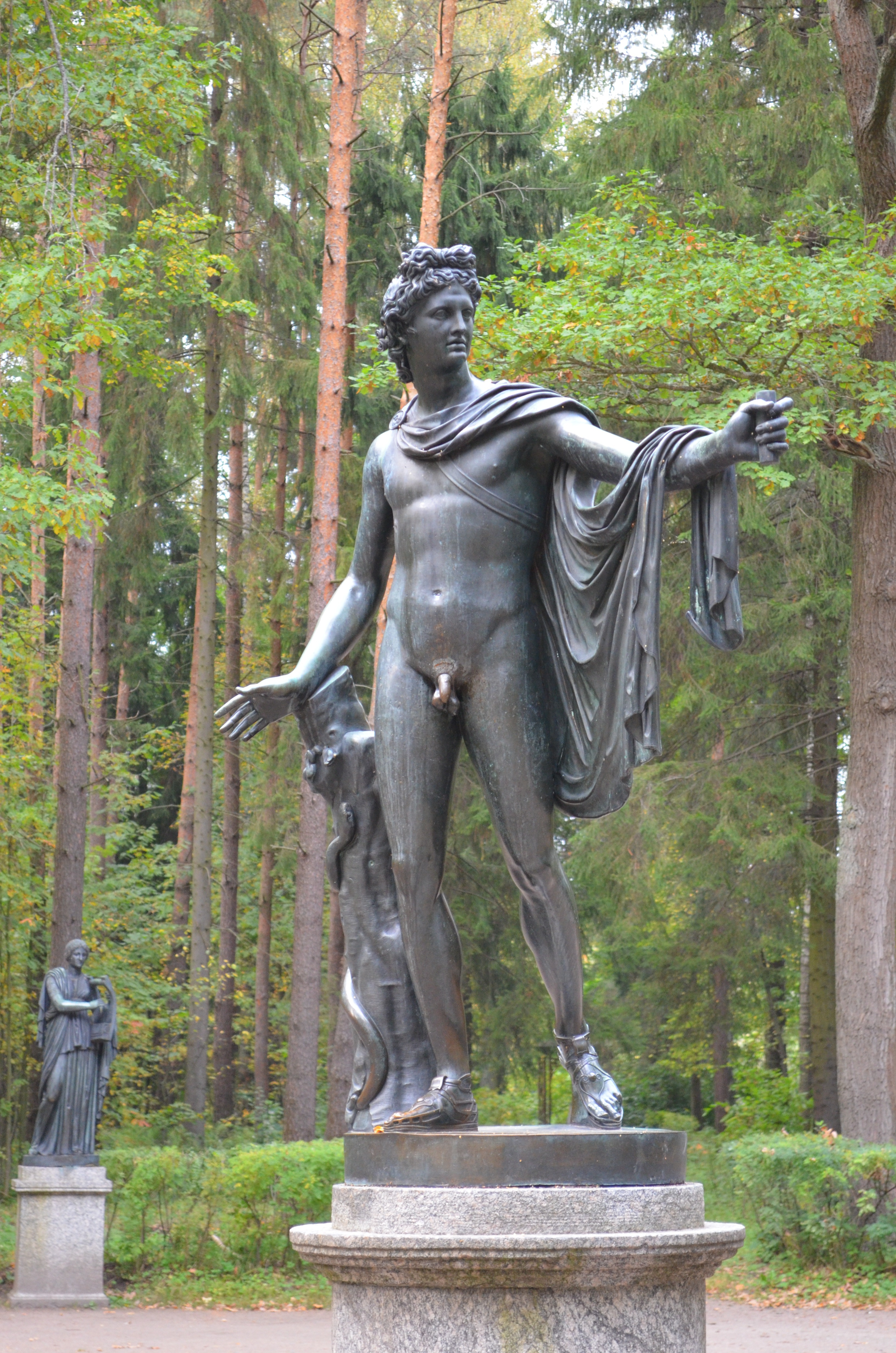
Копія, Павловський парк, Росія
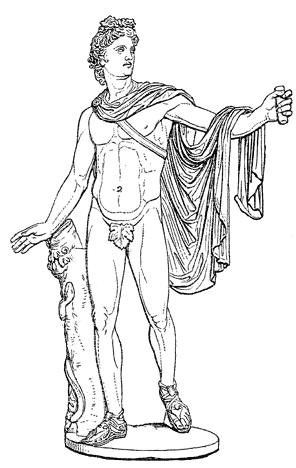
Гравюра, 1885

## Джерело
- Великий енциклопедичний словник.

| мистецтво | Це незавершена стаття з мистецтва. Ви можете допомогти проєкту, виправивши або дописавши її. |